# Gabriel Gyllenanckar
Gabriel Gyllenanckar, född 1611 på Edeby gård i Lovö socken, död 31 juli 1657 på Eknaholm i Tjureda socken, var en svensk ämbetsman.

## Biografi
Gabriel Gyllenanckar blev student vid Uppsala universitet 1627. År 1638 utnämndes han till riddarhussekreterare, en tjänst som han aldrig tillträdde. Året efter utsågs han till assessor i revisionskammaren. År 1642 blev han underståthållare i Stockholm efter Lars Grubbe samt även häradshövding över Lappvesi härad i Finland. År 1645 blev han i stället landshövding i Kalmar, vilken han 1655 bytte mot samma post i Kronobergs län.
Gyllenanckar deltog som legat i förhandlingarna med Polen i Lübeck 1652 och 1653. Syftet var att komma fram till ett fredsavtal eftersom förhandlingarna i Altmark 1629 bara hade resulterat i ett vapenstillestånd. Förhandlingarna misslyckades vilket ledde till Karl X Gustavs polska krig.
Gyllenanckar dog 31 juli 1657 på sin gård Eknaholm och hans hustru Maria Sparre af Rossvik dog i barnsäng bara en vecka senare. De båda begravdes samtidigt i Enköpings-Näs kyrka 6 mars 1658.